# Braian Toledo
Braian Ezequiel Toledo (Marcos Paz, 8 settembre 1993 – Marcos Paz, 27 febbraio 2020) è stato un giavellottista argentino, medaglia d'argento ai Mondiali juniores di Barcellona 2012.
È scomparso nel 2020, all'età di 26 anni, in seguito ad un incidente motociclistico.

## Record nazionali
Seniores
- Lancio del giavellotto: 83,32 m ( Pechino, 24 agosto 2015)

Allievi (under 18)
- Lancio del giavellotto (700 g): 89,34 m ( Mar del Plata, 6 marzo 2010)

## Palmarès
| Anno | Manifestazione          | Sede           | Evento                 | Risultato | Prestazione | Note |
| ---- | ----------------------- | -------------- | ---------------------- | --------- | ----------- | ---- |
| 2009 | Mondiali allievi        | Bressanone     | Lancio del giavellotto | Bronzo    | 73,44 m     |      |
| 2010 | Olimpiadi giovanili     | Singapore      | Lancio del giavellotto | Oro       | 77,27 m     |      |
| 2011 | Campionati sudamericani | Buenos Aires   | Lancio del giavellotto | 4º        | 71,05 m     |      |
| 2011 | Giochi panamericani     | Guadalajara    | Lancio del giavellotto | Bronzo    | 79,53 m     |      |
| 2012 | Mondiali juniores       | Barcellona     | Lancio del giavellotto | Argento   | 77,09 m     |      |
| 2012 | Giochi olimpici         | Londra         | Lancio del giavellotto | 30º (q)   | 76,87 m     |      |
| 2013 | Campionati sudamericani | Cartagena      | Lancio del giavellotto | Bronzo    | 75,33 m     |      |
| 2014 | Giochi sudamericani     | Santiago       | Lancio del giavellotto | 5º        | 72,52 m     |      |
| 2015 | Campionati sudamericani | Lima           | Lancio del giavellotto | Argento   | 79,34 m     |      |
| 2015 | Giochi panamericani     | Toronto        | Lancio del giavellotto | 4º        | 79,68 m     |      |
| 2015 | Mondiali                | Pechino        | Lancio del giavellotto | 10º       | 80,27 m     |      |
| 2016 | Giochi olimpici         | Rio de Janeiro | Lancio del giavellotto | 10º       | 79,81 m     |      |
| 2017 | Campionati sudamericani | Asunción       | Lancio del giavellotto | Oro       | 79,93 m     |      |
| 2017 | Mondiali                | Londra         | Lancio del giavellotto | 28º (q)   | 75,29 m     |      |
| 2018 | Giochi sudamericani     | Cochabamba     | Lancio del giavellotto | Bronzo    | 78,57 m     |      |